# Cargolade
De cargolade is escargot waarbij slakken en masse levend op een groot barbecuevuur gegrild worden. Het is een traditioneel gerecht uit de Catalaanse regio die strekt van het Franse Roussillon tot en met het Spaanse Catalonië.

## Beschrijving
De cargolade is traditioneel een sociale gebeurtenis waaraan familie en vrienden deelnemen bij het jagen, de bereiding en consumptie van de escargots. Voor de cargolade wordt traditioneel de segrijnslak gebruikt, maar ook andere slakkensoorten kunnen gebruikt worden.
Nadat de slakken enkele dagen gevast hebben - mogelijk met kruiden bijgevoerd, worden ze levend op een gril gelegd met de opening van de huisjes naar boven. Voor de smaak, maar ook ter voorkoming dat de slakken tijdens de gril uit hun huisjes komen, wordt zout gestrooid. Tegen overmatige droging en ter verdere bevordering van de smaak wordt olijfolie, aioli of spekolie over de slakken gesprenkeld.

## Legende
Volgens een legende in de Franse Pyrénées-Orientales (het voormalige Roussillonstreek - Noord-Catalonië, een historische provincie voortgekomen uit het voormalige vorstendom Catalonië) waren de goden op het Olympus gek op slakken. Deze slakken hadden toen een vleugel aan hun gouden huisje, waarmee ze zich verticaal op en neer bewogen. Deze eigenschap was voor het gemak van de goden, die zo niet door hun knieën hoefden te gaan om de slakken te vangen.
Venus werd ooit verjaagd van het Olympus omdat ze de onbezonnenheid was begaan een schone sterveling lief te hebben. Zij belandde aan de Albères, een kreek aan de kust van de Middellandse Zee, een plek dat haar naam zou krijgen: Portus Veneris, ofwel Port-Vendres. Bij de vlucht van de Olympus-berg had Venus Jupiter een dozijn van die eenvleugelige slakjes ontfutseld. Aangekomen op haar bestemming ontdeed ze deze slakjes van hun vleugel, veranderde ze hun gouden huisjes in eenvoudige slakkenhuisjes en liet ze de diertjes vrij in de natuur. De slakken trokken de bossen en bergen in, alwaar ze zich sindsdien voortplantten. Omdat de slakken nu zonder vleugel waren, moesten de nakomelingen van Venus en de sterveling immer buigen om de slakjes, ooit een exclusieve lekkernij voorbehouden aan de goden, te rapen.
Ter herinnering aan deze legende en de goddelijke voorvaderen bestaat in de Roussillonstreek de jaarlijks terugkerende paganistische traditie waarin enorme cargolades met duizenden van deze slakjes worden bereid en verorberd. De stad Bompas in de Pyrénées-Orientales is hiervan een voorbeeld: het organiseert elk jaar in juli de Fête de l'escargot waarbij enkele tonnen slakken in de vorm van cargolades worden bereid en geconsumeerd.

## LLeida
In het Catalaanse Lleida wordt jaarlijks de Aplec del Caragol gehouden, een driedaags festival, gedurende welke escargot onder meer in de vorm van enorme cargolades gegeten wordt. De Lleidaasche cargols a la Llauna is een typische variant van de cargolade dat tot in alle uithoeken van de Catalaanse regio te vinden is. Zo vormt de cargoles a la Llauda het hoofdrecept op het festival de l'escargot in het Frans-Catalaanse Toulouges en is het een populair gerecht in Andorra.